# 마크 듀플래스
마크 데이비드 듀플래스(Mark David Duplass, 1978년 6월 2일 ~ )는 미국의 배우이자 영화 감독이다.

## 참여 작품

### 영화 프로듀서
- 유어 시스터스 시스터
- 안전은 보장할 수 없음
- 더 원 아이 러브
- 라자루스 (영화)
- 더 브론즈
- 탠저린 (영화)
- 호스 걸

### 영화 배우
- 한나 테이크 더 스테어
- 그린버그 (영화)
- 유어 시스터스 시스터
- 안전은 보장할 수 없음
- 피플 라이크 어스
- 제로 다크 서티
- 더 파크랜드
- 타미 (영화)
- 더 원 아이 러브
- 라자루스 (영화)
- 툴리
- 밤쉘: 세상을 바꾼 폭탄선언

### 텔레비전
- 민디 프로젝트
- 더 모닝쇼